# Orimarga wetmorei
Orimarga wetmorei är en tvåvingeart som beskrevs av Alexander 1920. Orimarga wetmorei ingår i släktet Orimarga och familjen småharkrankar. Inga underarter finns listade i Catalogue of Life.